# Concentrador de oxígeno
Un concentrador de oxígeno es un dispositivo que concentra el oxígeno de una corriente gaseosa (habitualmente aire ambiental) por medio de la separación selectiva del nitrógeno.
Los dos métodos de uso común son la adsorción por inversión de presión y la separación de gases por membrana.

## Historia
Los concentradores de oxígeno médicos domésticos se inventaron a comienzos de la década de 1970, con un aumento en la producción de estos dispositivos a finales de esta década. Las empresas Union Carbide y Bendix Corporation fueron los primeros fabricantes. Antes de aquella época, los tratamientos médicos domésticos con oxígeno requerían el uso de pesados balones de oxígeno a alta presión o pequeños sistemas de oxígeno líquido criogénico. Ambos sistemas requerían frecuentes visitas a domicilio por parte de proveedores de suministros de oxígeno. En Estados Unidos, Medicare estableció un pago mensual por servicio para los tratamientos médicos con oxígeno a domicilio desde mediados de la década de 1980, incentivando a la industria a adoptar rápidamente los concentradores de oxígeno como manera de controlar los costes. Este sistema redujo drásticamente el número de balones de oxígeno a presión y sistemas con oxígeno líquidos en uso en hogares de Estados Unidos en aquel tiempo. Los concentradores de oxígeno se convirtieron en el medio preferido y más común de proporcionar oxígeno a domicilio. El número de fabricantes que se introdujeron el mercado de concentradores del oxígeno aumentó exponencialmente a raíz de este cambio. La empresa Union Carbide inventó el tamiz molecular en la década de 1950, haciendo estos dispositivos posibles. También inventó el primer sistema de oxígeno médico líquido criogénico en la década posterior.

## Funcionamiento
Los concentradores de oxígeno que utilizan la tecnología de adsorción por inversión de presión (PSA) se utilizan ampliamente para el suministro de oxígeno en aplicaciones sanitarias, especialmente aquellas en las que el oxígeno líquido o presurizado es demasiado peligroso o inconveniente, como en hogares o clínicas portátiles. Para otros fines, también existen concentradores basados en tecnología de membranas de separación de nitrógeno.
Los concentradores de oxígeno toman aire y le quitan nitrógeno, dejando un gas enriquecido en oxígeno, para que lo puedan utilizar las personas que requieren oxígeno médico debido a sus bajos niveles de oxígeno en la sangre. Los concentradores de oxígeno proporcionan una fuente económica de oxígeno en procesos industriales, donde también se conocen como generadores de oxígeno o plantas de generación de oxígeno.

### Adsorción por inversión de presión

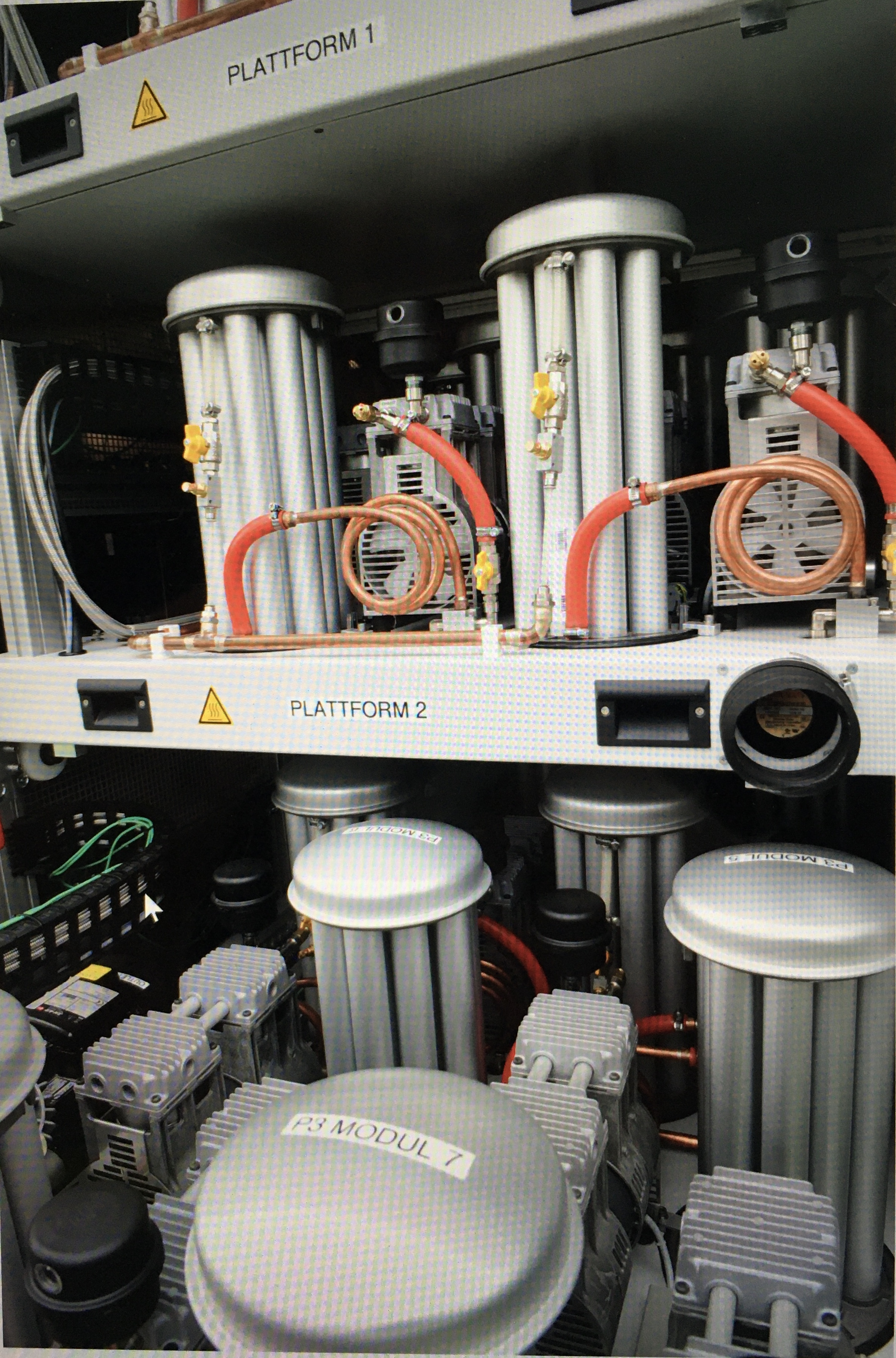
Modern Fritz Stephan GmbH FS360 L / min concentrador de oxígeno multiplataforma de tamiz molecular múltiple

Estos concentradores de oxígeno utilizan tamices moleculares para adsorber gases y funcionan según el principio de adsorción por inversión rápida de presión de nitrógeno atmosférico en minerales de zeolita a alta presión. Este tipo de sistema de adsorción es, por tanto, funcionalmente un depurador de nitrógeno que deja pasar el resto de gases atmosféricos, dejando el oxígeno como gas primario restante. La tecnología PSA es una técnica fiable y económica para la generación de oxígeno a pequeña y mediana escala. La separación criogénica es más adecuada para mayores volúmenes de producción.
A alta presión, la zeolita porosa adsorbe grandes cantidades de nitrógeno, debido a su gran superficie y características químicas. El concentrador de oxígeno comprime el aire y lo pasa sobre la zeolita, lo que hace que la zeolita adsorba el nitrógeno del aire. Luego recoge el gas restante, que es principalmente oxígeno, y el nitrógeno se desorbe de la zeolita bajo presión reducida para ser ventilado a la atmósfera.
| I | entrada de aire comprimido |   | A         | adsorción |
| O | salida de oxigeno          | D | desorción |           |
| E | escape                     |   |           |           |

Animación de adsorción por oscilación de presión, (1) y (2) que muestra adsorción y desorción alternas

Un concentrador de oxígeno tiene un compresor de aire, dos cilindros llenos de pastillas de zeolita, un depósito de compensación de presión y algunas válvulas y tubos. En el primer medio ciclo, el primer cilindro recibe aire del compresor, que dura unos 3 segundos. Durante ese tiempo, la presión en el primer cilindro aumenta de la atmosférica a aproximadamente 2,5 veces la presión atmosférica normal (típicamente 20 psi / 138 kPa manométricos, o 2,36 atmósferas absolutas) y la zeolita se satura con nitrógeno. Cuando el primer cilindro llega casi al oxígeno puro (hay pequeñas cantidades de argón, CO 2, vapor de agua, radón y otros componentes atmosféricos menores) en el primer medio ciclo, se abre una válvula y el gas enriquecido con oxígeno fluye hacia la presión. depósito de compensación, que se conecta a la manguera de oxígeno del paciente. Al final de la primera mitad del ciclo, hay otro cambio de posición de la válvula para que el aire del compresor se dirija al segundo cilindro. La presión en el primer cilindro cae a medida que el oxígeno enriquecido se mueve hacia el depósito, lo que permite que el nitrógeno se desorbe de nuevo en gas. A mitad de la segunda mitad del ciclo, hay otro cambio de posición de la válvula para ventilar el gas en el primer cilindro de regreso a la atmósfera ambiental, evitando que la concentración de oxígeno en el depósito de compensación de presión caiga por debajo de aproximadamente el 90%. La presión en la manguera que suministra oxígeno desde el depósito de compensación se mantiene estable mediante una válvula reductora de presión.
Las unidades más antiguas se ciclaron durante un período de aproximadamente 20 segundos y suministraron hasta 5 litros por minuto de 90 +% de oxígeno. Desde aproximadamente 1999, se encuentran disponibles unidades capaces de suministrar hasta 10 L / min.
Los concentradores de oxígeno clásicos utilizan tamices moleculares lecho doble; mientras que los concentradores más nuevos utilizan tamices moleculares de lecho múltiple. La ventaja de la tecnología de lecho múltiple es la mayor disponibilidad y redundancia, ya que los tamices moleculares de 10 L / min se escalonan y se multiplican en varias plataformas. Con esto, se pueden producir más de 960 L / min. El tiempo de aceleración (el tiempo transcurrido hasta que un concentrador de lechos múltiples produce oxígeno a una concentración> 90%) suele ser inferior a 2 minutos, mucho más rápido que los concentradores de dos lechos simples. Esta es una gran ventaja en emergencias móviles. La opción, para llenar cilindros de oxígeno estándar (por ejemplo, 50 L a 200 bar = 10,000 L cada uno) con amplificadores de alta presión, para garantizar la conmutación por error automática a los cilindros de reserva previamente llenados y para asegurar la cadena de suministro de oxígeno, por ejemplo, en caso de corte de energía, es dado con esos sistemas.

### Separación de membranas
En la separación de gases por membrana, las membranas actúan como una barrera permeable a través de la cual los diferentes compuestos se mueven a diferentes velocidades o no cruzan en absoluto.

## Aplicaciones

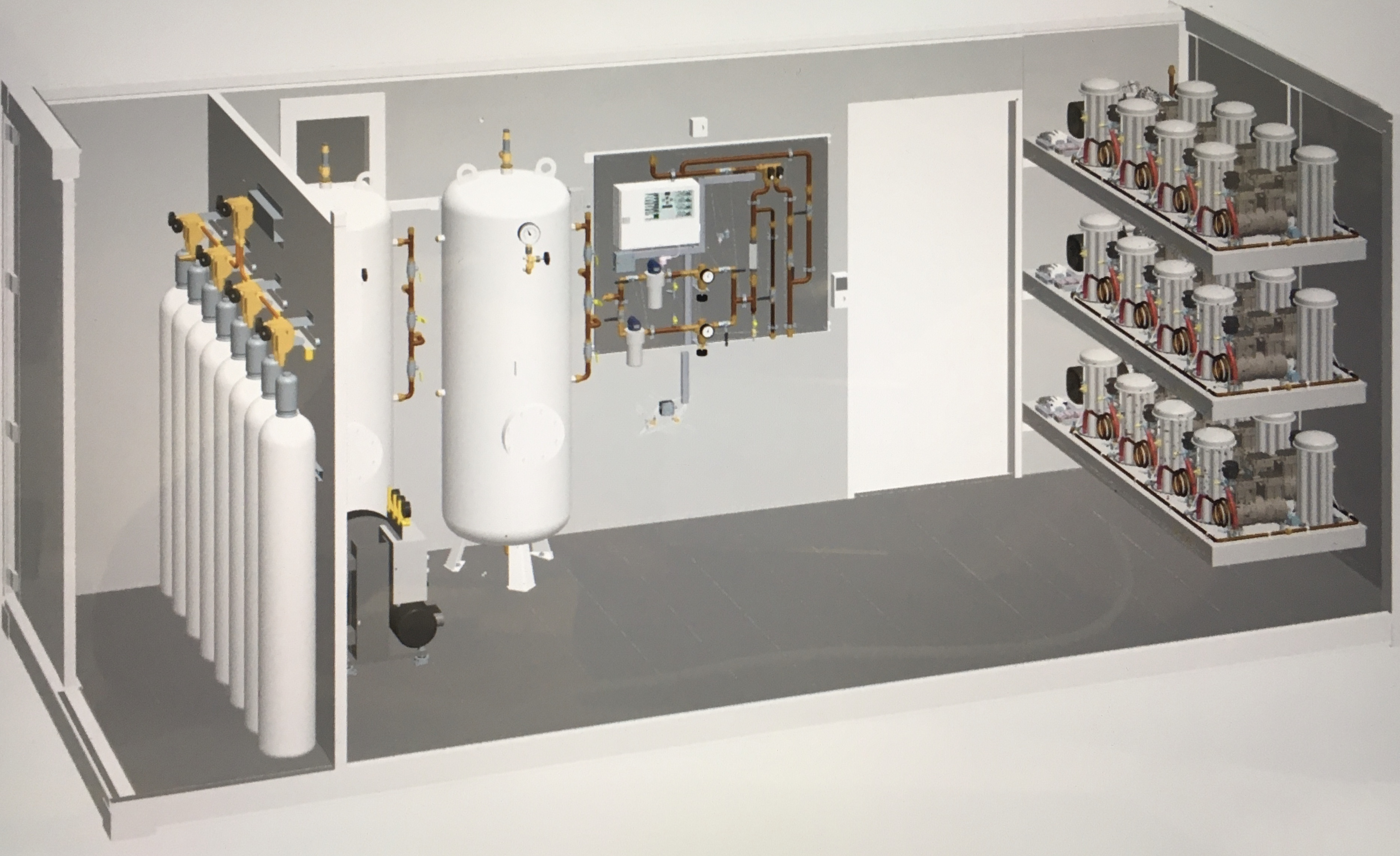
Fritz Stephan GmbH FS240 L / min concentrador de oxígeno de tamiz múltiple estacionario o contenedor con tanques de amortiguación, cilindros de reserva y llenado de cilindros. Aplicación: Instalaciones médicas / Hospitales (estacionarias) o soluciones de contenedores (p. Ej. Escenarios militares o de desastre)

Los concentradores de oxígeno médico se utilizan en hospitales o en el hogar para concentrar oxígeno para los pacientes. Los generadores de PSA proporcionan una fuente de oxígeno rentable. Son una opción menos costosa, y más conveniente que los tanques de oxígeno criogénico o los cilindros presurizados. Se pueden utilizar en diversas industrias, incluyendo la producción médica, farmacéutica, el tratamiento de agua y la fabricación de vidrio.
Los concentradores de oxígeno son particularmente útiles en partes remotas o inaccesibles del mundo o en instalaciones médicas móviles (hospitales militares, instalaciones para desastres).

### Concentradores de oxígeno portátiles

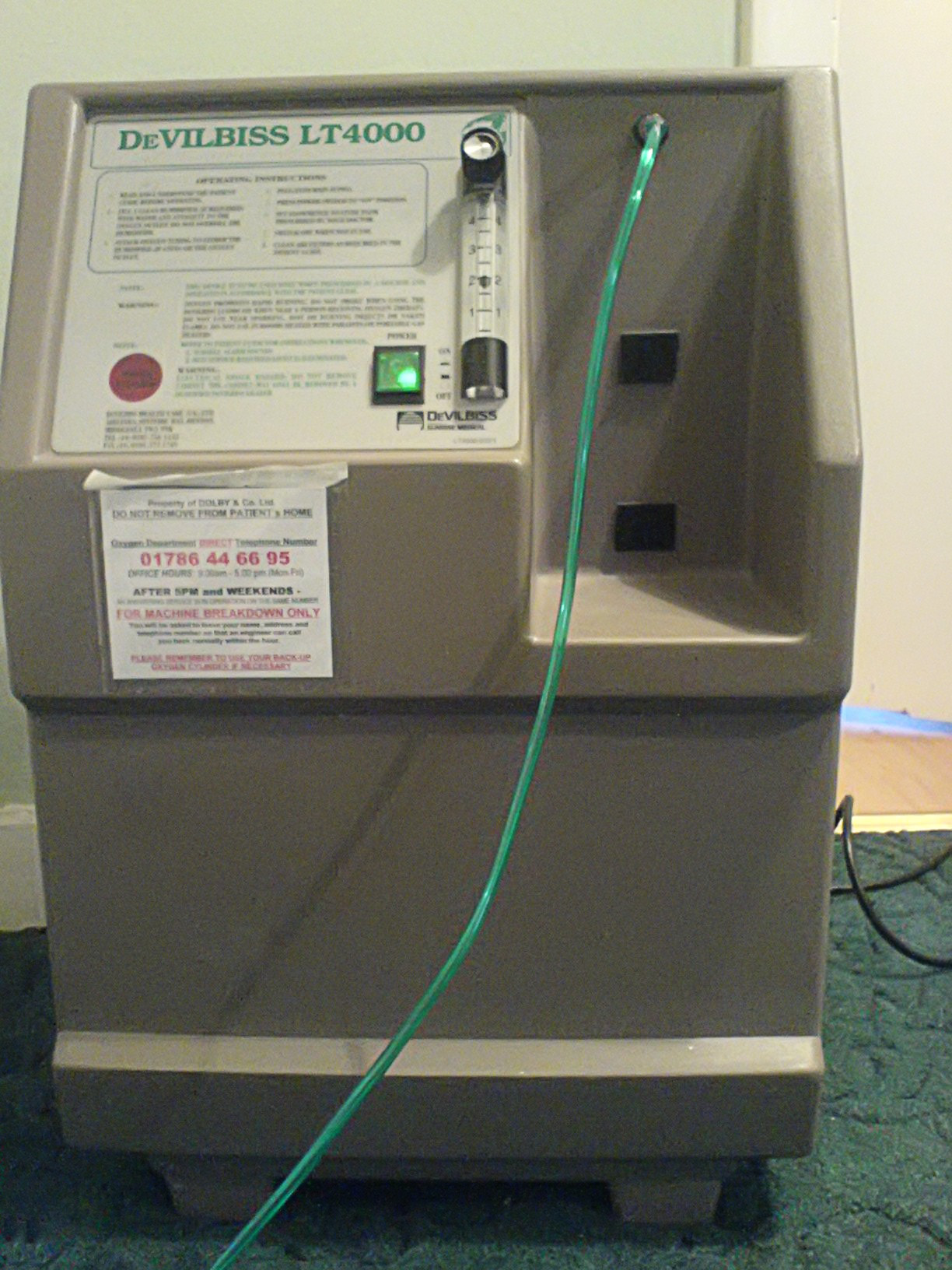
Un concentrador de oxígeno domiciliario en la casa de un paciente con enfisema. El modelo que se muestra es el DeVILBISS LT 4000.

Desde principios de la década de 2000, muchas empresas han producido concentradores de oxígeno portátiles. Normalmente, estos dispositivos producen el equivalente de uno a cinco litros por minuto de flujo continuo de oxígeno y utilizan alguna versión de flujo de pulso o "flujo de demanda" para suministrar oxígeno solo cuando el paciente está inhalando. También pueden proporcionar pulsos de oxígeno para proporcionar flujos intermitentes más altos o para reducir el consumo de energía.
La investigación sobre la concentración de oxígeno está en curso y las técnicas modernas sugieren que la cantidad de adsorbente requerida por un concentrador de oxígeno médico puede potencialmente "reducirse en un factor de tres mientras ofrece una recuperación de oxígeno entre un 10% y un 20% más alta en comparación con una unidad comercial típica".
La FAA ha aprobado el uso de concentradores de oxígeno portátiles en aerolíneas comerciales. Sin embargo, los usuarios de estos dispositivos deben verificar con anticipación si una marca o modelo en particular está permitido en una aerolínea en particular. A diferencia de las aerolíneas comerciales, los usuarios de aviones sin presurización de la cabina necesitan concentradores de oxígeno que sean capaces de entregar suficiente caudal incluso a grandes altitudes.
Por lo general, los pacientes no utilizan concentradores de oxígeno de "demanda" o de flujo de pulso mientras duermen. Ha habido problemas con los concentradores de oxígeno que no pueden detectar cuando el paciente dormido está inhalando. Algunos concentradores de oxígeno portátiles más grandes están diseñados para funcionar en un modo de flujo continuo además del modo de flujo por pulsos. El modo de flujo continuo se considera seguro para uso nocturno cuando se combina con una máquina de CPAP.
Los modelos comunes se venden al por menor entre $ 600 y $ 3,000. Los arreglos de arrendamiento pueden estar disponibles a través de varias compañías de suministros médicos y / o agencias de seguros.

### Aplicaciones alternativas
Se pueden fabricar concentradores de oxígeno médico reutilizados o concentradores de oxígeno industriales especializados para operar pequeñas antorchas de oxiacetileno u otro gas combustible para cortar, soldar y trabajar con lámparas.

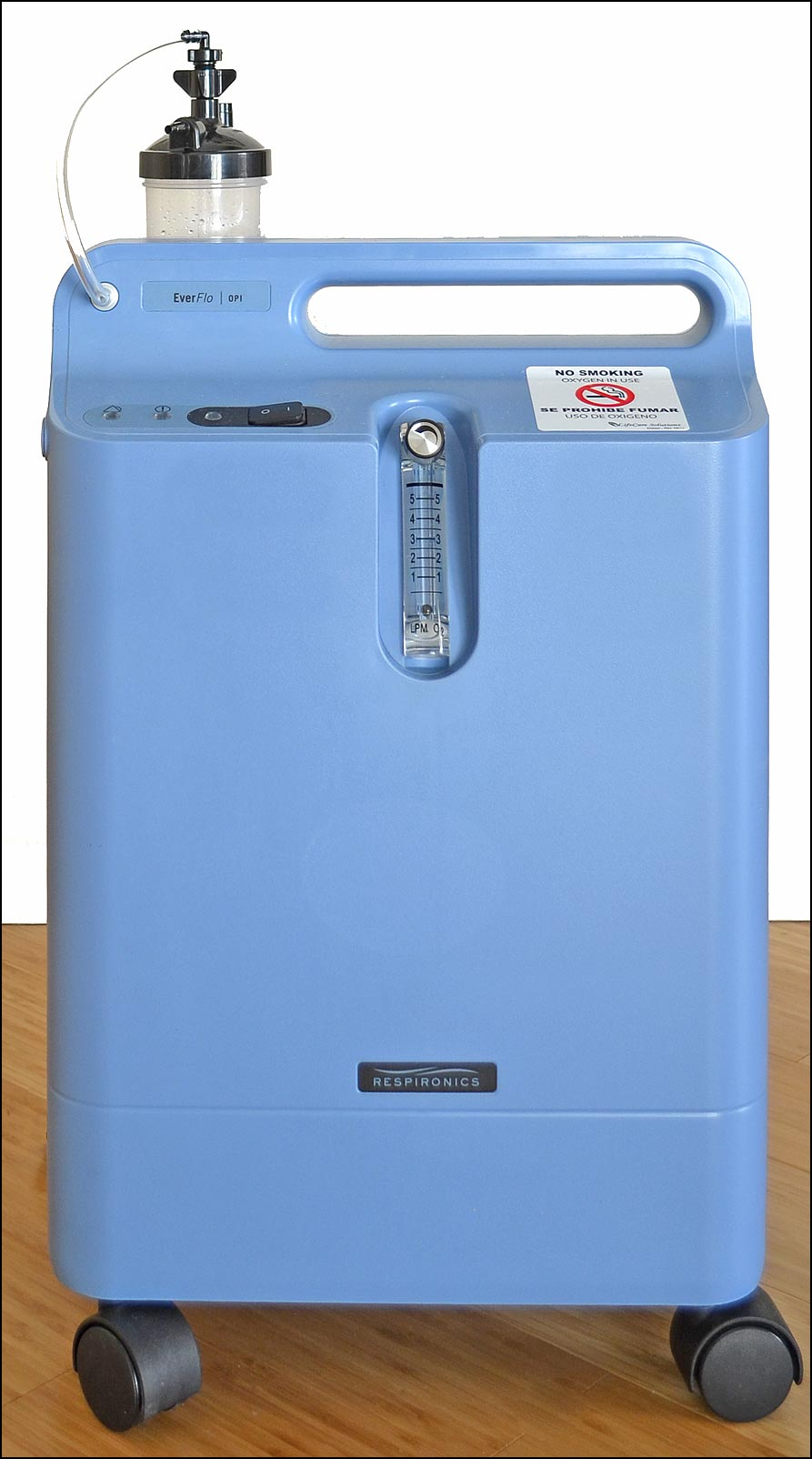
Concentrador de oxígeno doméstico de Philips Respironics.

## Seguridad
Tanto en situaciones clínicas como de atención de emergencia, lo concentradores de oxígeno tienen la ventaja de no ser tan peligrosos como los Tanque de gas cilindros de oxígeno, que pueden, si se rompen o tienen fugas, aumentar considerablemente la velocidad de combustión del fuego. Como tales, los concentradores de oxígeno son particularmente ventajosos en Ejército situaciones militares o de desastre, donde los tanques de oxígeno pueden ser peligrosos o inviables.
Los concentradores de oxígeno se consideran lo suficientemente infalibles como para ser suministrados a pacientes individuales como un artículo de prescripción para su uso en sus hogares. Por lo general, se utilizan como complemento del tratamiento con CPAP de la apnea del sueño grave. También existen otros usos médicos para los concentradores de oxígeno, incluida la EPOC y otras enfermedades respiratorias.
Las personas que dependen de concentradores de oxígeno para la atención domiciliaria pueden tener emergencias potencialmente mortales si la electricidad falla durante un desastre natural.

## Concentradores de oxígeno industriales

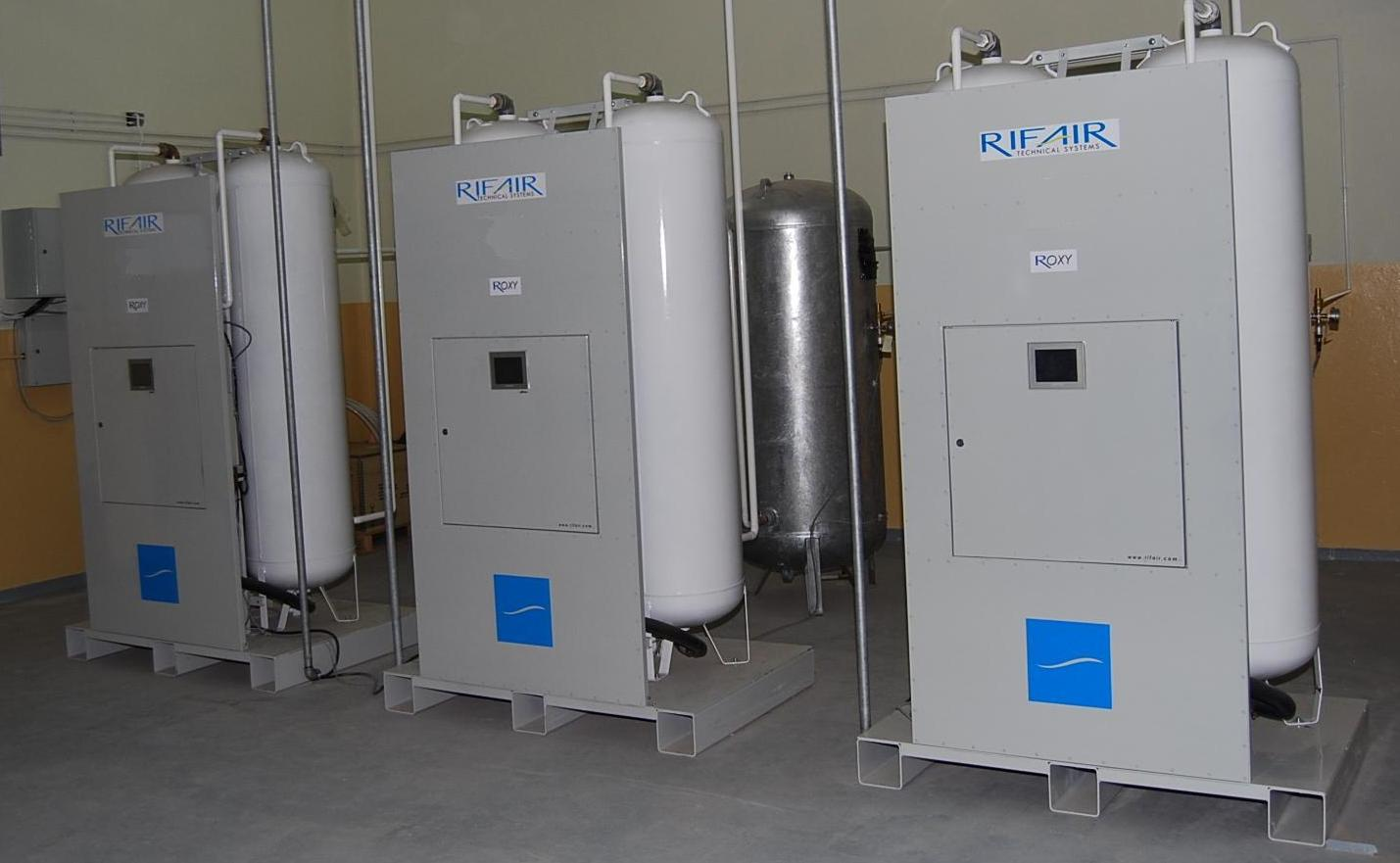
Generador de oxígeno médico de adsorción por cambio de presión "R-OXY" de RIFAIR Technical Systems

Los procesos industriales pueden utilizar presiones y flujos mucho más altos que las unidades médicas. Para satisfacer esa necesidad, Air Products ha desarrollado otro proceso, llamado adsorción por inversión al vacío (VSA). Este proceso utiliza un solo soplador de baja presión y una válvula que invierte el flujo a través del soplador para que la fase de regeneración ocurra bajo vacío. Los generadores que utilizan este proceso se comercializan para la industria de la acuicultura. Los concentradores de oxígeno industriales a menudo están disponibles en una gama mucho más amplia de capacidades que los concentradores médicos.
Los concentradores de oxígeno industriales a veces se denominan generadores de oxígeno dentro de las industrias del oxígeno y del ozono para distinguirlos de los concentradores de oxígeno médico. La distinción se utiliza en un intento de aclarar que los concentradores de oxígeno industriales no son dispositivos médicos aprobados por la Administración de Alimentos y Medicamentos (FDA) y no son adecuados para su uso como concentradores médicos de cabecera. Sin embargo, la aplicación de la nomenclatura del generador de oxígeno puede generar confusión. El término generador de oxígeno es un nombre inapropiado en el sentido de que el oxígeno no se genera como se genera con un generador de oxígeno químico, sino que se concentra a partir del aire.
Los concentradores de oxígeno no médicos se pueden usar como gas de alimentación para un sistema de oxígeno médico, como el sistema de oxígeno en un hospital, aunque se requiere la aprobación gubernamental, como la de la FDA, y generalmente se requiere un filtrado adicional.

## Durante la pandemia de COVID-19
La pandemia de COVID-19 aumentó la demanda de concentradores de oxígeno. Durante la pandemia, se desarrollaron concentradores de oxígeno de fuente abierta, fabricados localmente, con precios por debajo de los productos importados, y se utilizaron, especialmente durante la pandemia de COVID-19 en la India.